# 音樂總監
音乐总监有時又稱音樂指導，是指在各種活動和影視作品中負責所有音乐表演的管理者。许多交响乐团也用音乐总監這個名稱来称呼乐团的主要指挥。
音樂總監的職能是訓練樂隊，使其保有演奏的水準。據此，一般都會要求總監必須有一定數量的場次和時間是在駐地從事任務的，而非頻繁受邀赴外演奏。此外，在總監制的樂隊當中，音樂總監握有演出節目和曲目的決定權，除了自身熟悉且能演奏的曲目之外，他也必須對市場意見負責，即什麼樣的曲目是基本的、能吸引固定聽眾的，其他的曲目是新穎、前衛的，這些考量也是音樂總監的工作內容。意即他並非單僅負責狹義和演奏相關的事務，而更是一份全面的工作。